# GoToMeeting
GoToMeeting è un servizio di web conferencing a pagamento di Citrix Systems pubblicato nel 2004. Ciascun partecipante alla riunione online necessita l'installazione di un'apposita applicazione sul proprio dispositivo. La web conference è protetta con cifratura AES a 128 bit (Advanced Encryption Standard).
Come altri strumenti di condivisione del proprio schermo (screen-sharing), GoToMeeting permette di mostrare ad uno o più partecipanti foto, presentazioni o siti web, o permettere agli osservatori di controllare il proprio computer per effettuare dimostrazioni di software.
La versione iniziale di GoToMeeting, rilasciata nel luglio 2004, sfruttava le tecnologie GoToMyPC e GoToAssist. La versione successiva di GoToWebinar nel 2006 e di GoToTraining nel 2010 hanno ampliato le funzionalità di GoToMeeting per soddisfare un pubblico più ampio. Nel febbraio 2017, GoToMeeting è diventato ufficialmente un prodotto LogMeIn a seguito della fusione tra LogMeIn e la sussidiaria di Citrix che si occupava dei prodotti "GoTo" come GoToMeeting, GoToWebinar, GoToTraining.